# إيجيوما غرايس أغو
إيجيوما غرايس أغو (بالإنجليزية: Ijeoma Grace Agu)‏، هي مُمثلة نيجيرية.

## أعمالها
- الترتيب (بالإنجليزية: The Arrangement)‏.
- ما وراء الدم (بالإنجليزية: Beyond Blood)‏.
- غرفة واحدة (بالإنجليزية: One Room)‏.
- اختيار إينا (بالإنجليزية: The Choice of Aina)‏.
- فتاة الورود (بالإنجليزية: Flower Girl)‏.
- (بالإنجليزية: From Within)‏.
- غير مُتزوج (بالإنجليزية: Just Not Married)‏.
- (بالإنجليزية: Kpians: The Feast of Souls)‏ (2014).
- سائق تاكسي (بالإنجليزية: Taxi Driver)‏.
- (بالإنجليزية: Hoodrush)‏.
- (بالإنجليزية: Misfits)‏.
- (بالإنجليزية: Love In A Time of Kekes)‏.
- (بالإنجليزية: Women Are Scum)‏.
- (بالإنجليزية: Package deal)‏.
- سيلفيا (بالإنجليزية: Sylvia)‏.

## روابط خارجية
إيجيوما غرايس أغو على موقع IMDb (الإنجليزية)